# Silea, Veneto
Silea este o comună din provincia Treviso, regiunea Veneto, Italia, cu o populație de 10.178 de locuitori și o suprafață de 18,95 km².

## Demografie
Silea - evoluția demografică

|  | Graficele sunt indisponibile din cauza unor probleme tehnice. Mai multe informații se găsesc la Phabricator și la wiki-ul MediaWiki. |

Date: Recensăminte sau birourile de statistică - grafică realizată de Wikipedia